# Cementerio Cristóbal Colón

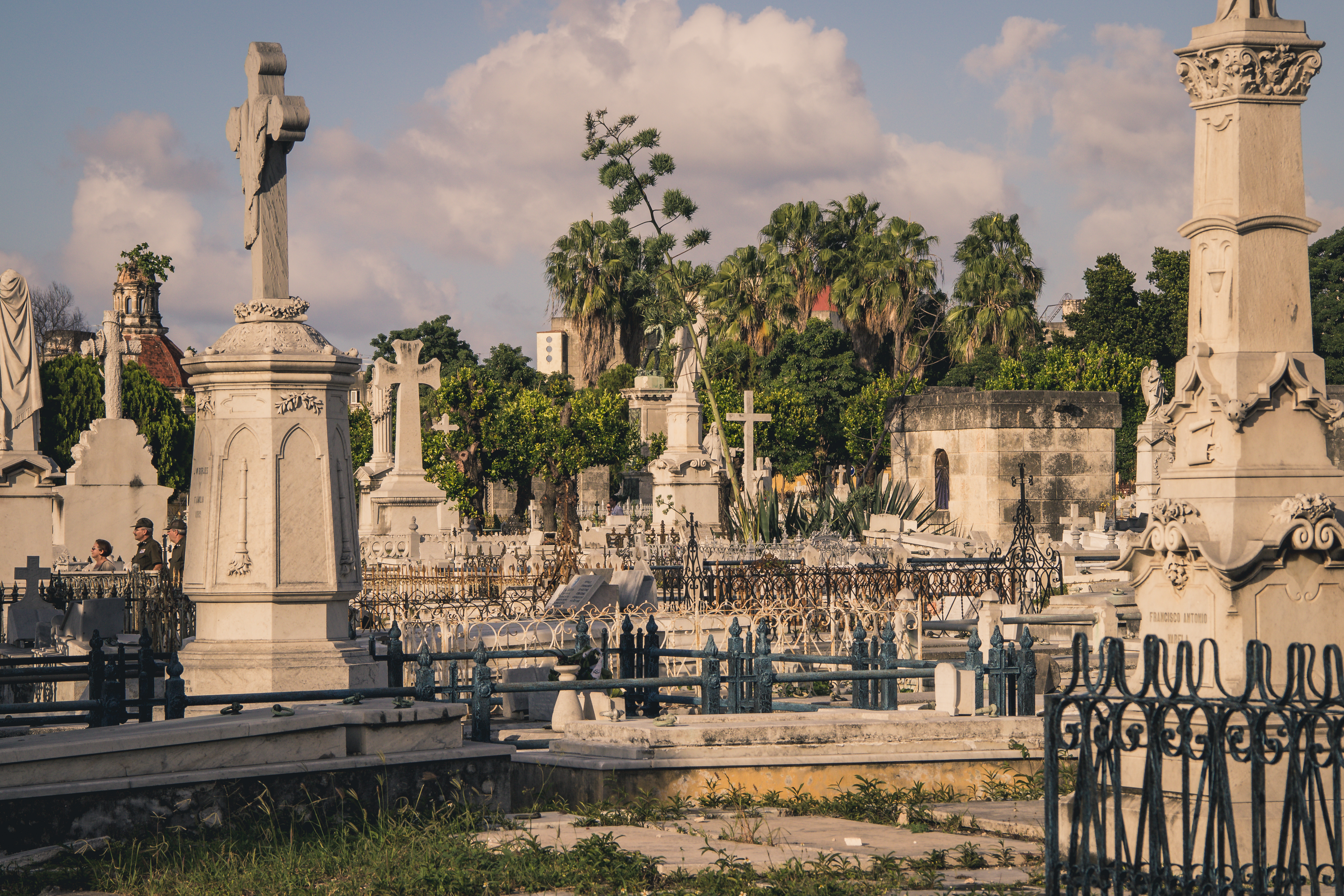
Cementerio Cristóbal Colón

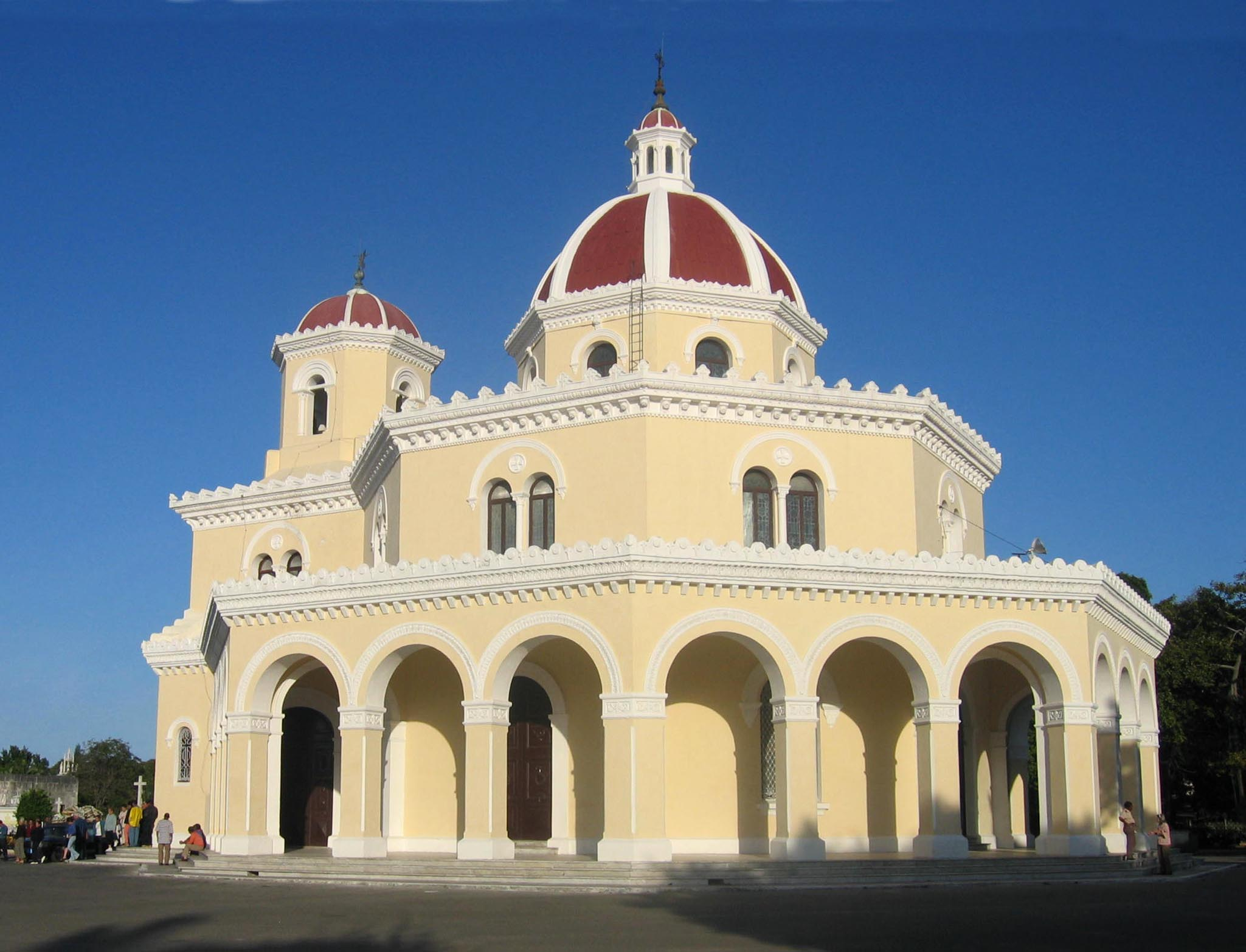
Mausoleum

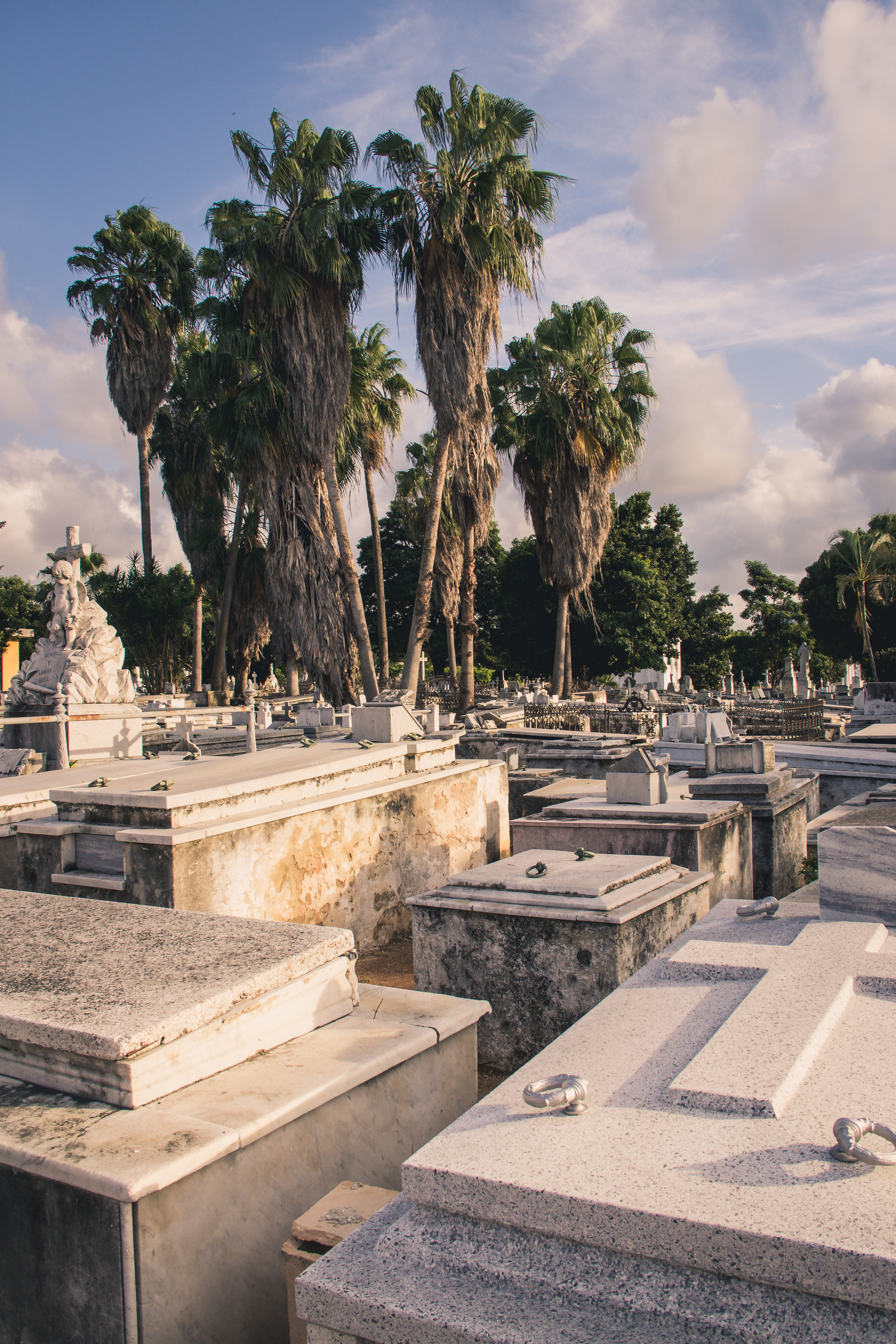
Cementerio Cristóbal Colón

Der Cementerio Cristóbal Colón (dt. „Christoph-Kolumbus-Friedhof“) ist ein katholischer Friedhof in Havanna mit einer Fläche von etwa 56 Hektar und etwa einer Million Bestattungen. Insgesamt finden sich über 53.000 Familien-Grabstätten, Mausoleen, Galerien und Grabkapellen in der „Stadt der Toten“. Mehr als eine Million Menschen wurden bestattet, darunter dreimal mehr Arme als Reiche, trotzdem belegen die Grabstätten der Wohlhabenden 98 Prozent der Gesamtfläche. Das Straßennetz des Friedhofs umfasst etwa zwanzig Kilometer – Straßen sind mit Buchstaben und Zahlen beschriftet und Karten sind zum Auffinden von Gräbern unabdingbar.
Für die kubanischen Einwohner ist der Friedhof nicht nur Gedenk- und Beerdigungsstätte, sondern auch ein Pilgerort. Er gilt zusammen mit dem Saint Louis Cemetery in New Orleans als schönste Nekropole der Neuen Welt und wird auch von Touristen gern besucht. Seit 1987 ist der Cementerio Cristóbal Colón kubanisches Nationaldenkmal und steht damit unter Denkmalschutz.

## Geschichte
Die ersten europäischen Einwohner Havannas wurden zunächst in Stadtkirchen bestattet. Als die Bevölkerung aber Ende des 18. Jahrhunderts schon auf 80.000 angewachsen war, wurde von Bischof Espada der Bau eines Zentralfriedhofs beschlossen, der am 2. Februar 1806 fertiggestellt wurde. Der Friedhof erlaubte die Bestattung von jährlich 3.000 Toten – nach weniger als 50 Jahren war jedoch mit 314.244 Toten seine Kapazität erschöpft und musste geschlossen werden.
Ein königlicher Erlass vom 28. Juli 1866 legte daher die Gründung einer neuen Nekropole, des „Cementerio de Colón“, fest. Für 40.867 Peso wurde Ackerland weit westlich außerhalb der Stadt gekauft – heute ist das Gebiet ein Bestandteil des Stadtviertels Vedado. „Der bleiche Tod tritt in die Hütten der Armen und in die Paläste der Könige gleichermaßen“, lautete der Titel des Vorschlags, mit dem sich der junge spanische Architekt Calixto de Loira in der Ausschreibung zur Gestaltung des Friedhofs durchsetzen konnte. Er wohnte bereits seit seinem sechsten Lebensjahr in Havanna. Nach seinem frühen Tod übernahm Eugenio Rayneri Sorrentino die Leitung des Bauprojekts. Die Grundsteinlegung erfolgte offiziell am 30. Oktober 1871 an der Stelle, an der heute das Haupttor steht. Ein Jahr später wurde der Friedhof zwar bereits eröffnet, die Baumaßnahmen dauerten aber noch bis ins Jahr 1886 an.
Obgleich eine Prunkstätte für die reichen Toten, war es eine 55-jährige afrikanische Sklavin, die als erste Tote auf dem neuen Areal beerdigt wurde. Schon vor der offiziellen Eröffnung wurde María Balido im November 1868 beigesetzt.
Die Zentralkapelle, die La Capilla Central, wurde 1886 feierlich eröffnet und war ursprünglich gedacht, die sterblichen Überreste Christoph Kolumbus’ aufzunehmen.

## Gestaltung und markante Gebäude

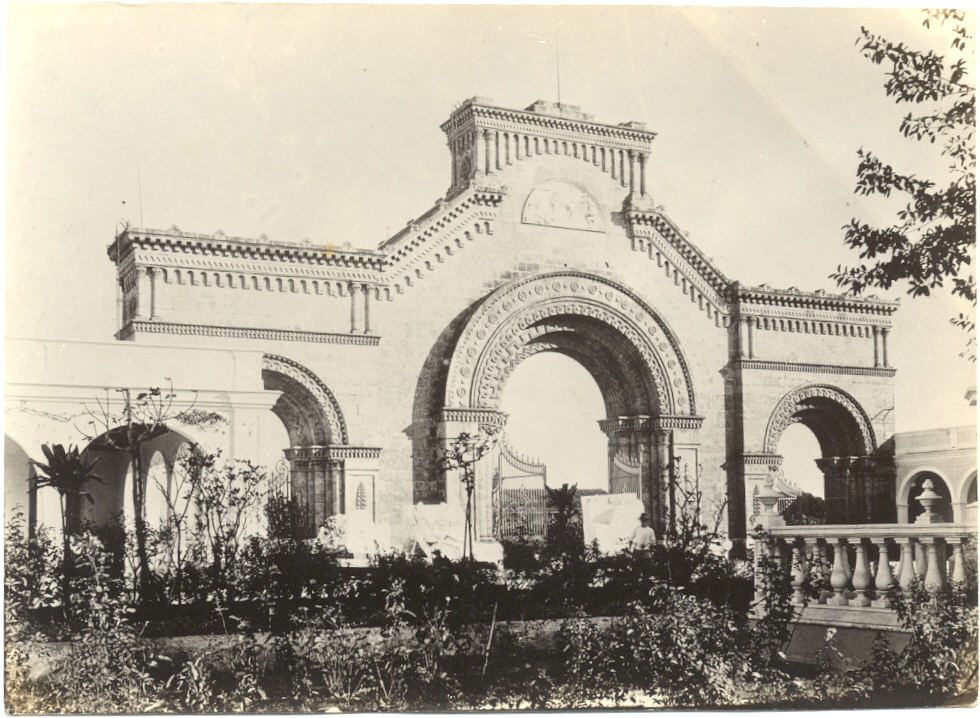
„Tor des Friedens“ noch ohne Statuen um 1900

Das etwa 56 Hektar große Gelände ist ähnlich einem römischen Militärlager streng symmetrisch gestaltet. Das 830 Meter lange und 630 Meter breite Rechteck ist durch ein symbolisches Kreuz in vier Hauptteile gegliedert. Der zentrale Platz in der Mitte ist gleichzeitig Standort der einzigen Kapelle auf dem Friedhof. Die geometrische Einteilung ist auch eine Teilung nach gesellschaftlichem Stand: Die prachtvollen Gräber liegen zumeist im nördlichen Teil und entlang der Hauptalleen, während sich im Südosten Massengräber und schlichte Marmorplatten finden. Abseits gelegene Flächen waren oft für Nicht-Katholiken und Epidemienopfer reserviert. Noch bis 1924 wurden die „negros y mestizos“, die Schwarzen und Mischlinge, in getrennte Totenregister eingetragen . Auch ihnen wurden Randplätze auf dem Gelände zugeteilt.

### Haupttor
„Ich bin das Tor des Friedens“ – JANUA SUM PACIS steht auf dem Haupteingang zum Friedhofsgelände, dem Portada Principal. Das Tor mit den drei romanisch-byzantinischen Bögen ist 34 Meter breit und fast 22 Meter hoch. Die Originalpläne stammten von Loira, sein Nachfolger Rayneri führte jedoch einige Änderungen durch, die auch die Reduzierung der Ausmaße des Baus umfassten.
Die Bauzeit betrug acht Jahre, der weiße Marmor stammte aus dem italienischen Carrara. Die drei Figuren stellen die christlichen Tugenden, Hoffnung, Glauben und Liebe dar und wurden erst 1901 auf das Tor gestellt.

### Tobias-Galerie
Die unterirdische Galería de Tobías ist römischen Katakomben nachempfunden. Der Architekt des Friedhofs Loira wurde hier, nach seinem frühen Tod 1872, als erster beigesetzt. Die 100 Meter lange Galerie mit 562 Felsnischen beherbergt über zehntausend nummerierte Steinkästchen mit sterblichen Überresten, da sie heute als Beinhaus genutzt wird.

### Mausoleum der Feuerwehrmänner

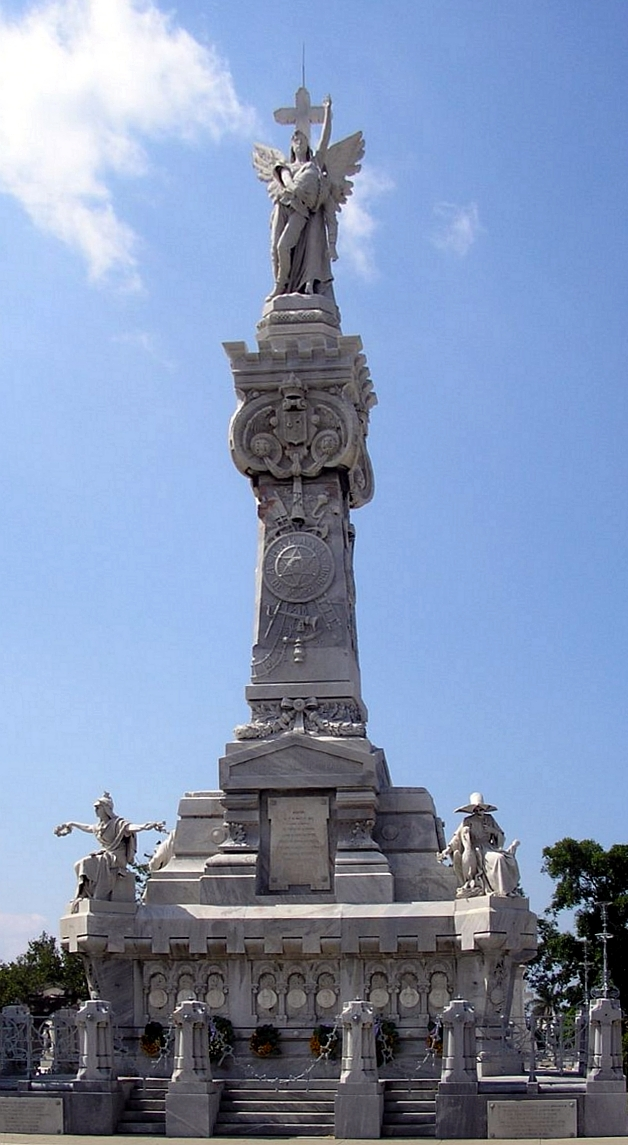
Mausoleum der Feuerwehrmänner

Das Mausoleo de los Bomberos erinnert an die 28 Männer, die am 17. Mai 1890 beim Kampf gegen ein Großfeuer in Havanna starben, und ist das höchste Gebäude des Friedhofs. Die Arbeiten an dem Mausoleum begannen am 19. Dezember 1892. Die Beisetzung der Feuerwehrmänner erfolgte am Tag der Einweihung, dem 22. Juli 1897. Dieses Ereignis war von solcher Wichtigkeit, dass der Generalgouverneur der Insel Valeriano Weyler der Einweihung beiwohnte.

## Statistik
Obwohl Havanna noch rund 20 andere Friedhöfe besitzt, werden im Cementerio Cristóbal Colón knapp 80 Prozent der Toten bestattet. 40 bis 50 Begräbnisse täglich lassen den Friedhof um jährlich 20.000 Bestattete anwachsen.

## Legenden

### La Milagrosa
Als Beschützerin der kranken Kinder, sowie der unfruchtbaren und leidenden Mütter gilt Amelia Goyri, besser bekannt als La Milagrosa, die Wundertätige. Amelia entstammte einer reichen Familie und starb am 3. Mai 1901 im Alter von 23 Jahren an den Folgen einer Totgeburt. Im 8. Schwangerschaftsmonat hatte man ihr diagnostiziert, dass die ungeborenen Tochter wahrscheinlich durch Eklampsie im Mutterleib verstorben war. Um Amelia zu retten, wurde das Kind während einer Operation entfernt. Doch sie überstand den Eingriff nicht und starb.
Der Legende nach wurde sie mit ihrem Ungeborenen zu ihren Füßen bestattet. Die beiden Leichname wurden bei der Sargöffnung am 3. Dezember 1914 ohne jegliche Zeichen der Verwesung aufgefunden. Das Kind befand sich dabei nicht mehr zu ihren Füßen, sondern lag im linken Arm der Mutter. Der Witwer José Vincente, ein Hauptmann in der Befreiungsarmee, besuchte das Grab bis zu seinem Tode im Jahre 1941 täglich und kündigte sich durch Klopfen mit dem Messingring am Grabstein an. Er legte frische Blumen auf das Grab nieder und verließ es stets im Rückwärtsgehen, ohne seiner Frau den Rücken zuzukehren. Dieses Ritual wird von den Pilgern fortgeführt, die ans Grab der Milagrosa kommen und um Erfüllung ihrer Wünsche beten. Durch die Wallfahrt ist ihr Grab das meistbesuchte des Cementerio de Colón.

## Grabstätten bekannter Persönlichkeiten

Grab des kubanischen Schriftstellers Alejo Carpentier

Neben Politikern, Freiheitskämpfern und Revolutionären haben hier auch Geldadel, Schriftsteller, Feuerwehrleute und einfache Menschen ihre letzte Ruhestätte gefunden.

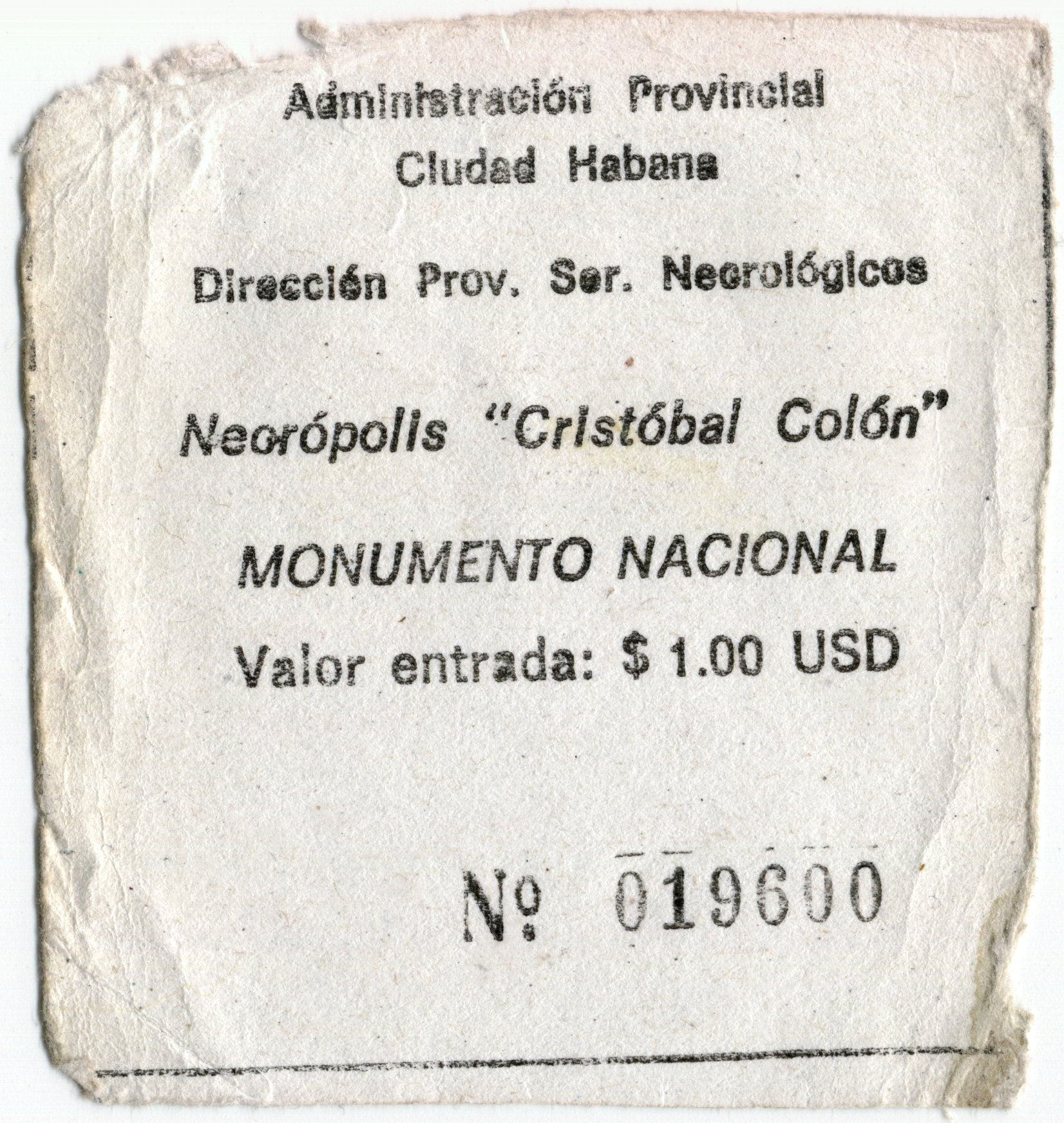
Eintrittskarte für Touristen von 2003; Besuche von Gräbern Angehöriger sind jedoch auch für Ausländer kostenlos

- Adalberto Álvarez
- José Raúl Capablanca
- Alejo Carpentier
- Ibrahim Ferrer
- Paulito FG
- Carlos Juan Finlay
- Máximo Gómez
- Rubén González
- Alberto „Korda“ Gutiérrez
- Henky Hentschel
- José Lezama Lima
- Teófilo Stevenson
- Cirilo Villaverde

## Belege und weiterführende Informationen

### Weiterführende Literatur
- Rodolfo Torres: Un cementerio que agoniza.
- Antonio Medina Fernández: A guide to the „Cristóbal Colón“ Necropolis in Havana. 1999, ISBN 84-378-2142-8
- Eusebio Leal Spengler: La Necrópolis Cristóbal Colón = The Christopher Columbus Cemetery.

### Medien
- Ignacio Ceruti: Acerca de la vida. – 11-minütiger Kurzfilm über die täglichen Massenexhumierungen auf dem Cementario de Colón